# WEAGRO

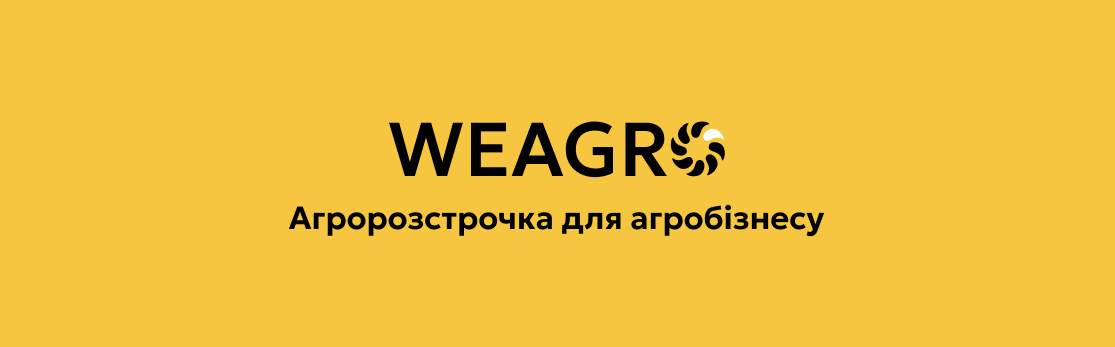
WEAGRO - логотип

WEAGRO — український онлайн-сервіс розстрочки для агробізнесу, створений у 2024 році компанією Activitis за підтримки Програми USAID АГРО. Сервіс пропонує інноваційний фінансовий інструмент, який дозволяє мікро-, малим і середнім аграріям купувати товари та послуги з відтермінуванням платежу, що є зручною альтернативою банківським і товарним кредитам. Основна мета WEAGRO — підтримати українських фермерів, надаючи їм змогу швидко і без складнощів придбати необхідні ресурси, оптимізуючи їхні обігові кошти.

## Історія
Сервіс WEAGRO у 2024 році розробила фінтех-компанія Activitis, яка спеціалізується на створенні фінансових рішень для малого та середнього бізнесу. Ідея виникла в межах партнерства з Програмою USAID АГРО з метою покращення доступу до фінансування для фермерів. Офіційний запуск платформи відбувся 13 березня 2024 року. Україна, як аграрна країна з великим експортним потенціалом, потребує подібних сервісів для підтримки фермерів.
У січні 2022 року Activitis почала розробляти проєкт на основі моделі BNPL (Buy Now Pay Later). Ця концепція адаптована для бізнесу, дозволяючи компаніям купувати зараз і платити пізніше.

## Діяльність
Цільова аудиторія WEAGRO — мікро-, малі та середні агрокомпанії. Основні особливості:
- Максимальна сума розтермінування — 2 млн грн;
- Термін — до 180 днів;
- Рішення щодо ліміту ухвалюється протягом 30 хвилин;
- Відсутність застави та валютних ризиків.[3]

## Керівництво та власники
- Генеральний директор: Павло Миколайович Матіяш.
- Акціонери: Костянтин Жуковський, Максим Кушнарьов, Ярослав Смакота.[1]

## Визнання та досягнення
- 2024 — нагорода "Best fintech ecosystem partner of the year" на Ukrainian FinTech Awards.[4]
- Включення до Ukraine Investment Guide у 2024 році.
- Понад 834 заявки на загальну суму 843 млн грн (станом на 22 листопада 2024 року).[5]
- У 2024 році WEAGRO стало фіналістом премії PaySpace Magazine Awards у номінації «Стартап року» поряд із Nova Pay та Open API HUB[6].

## Переваги для агробізнесу
- Швидке ухвалення рішень;
- Відсутність застави та валютних ризиків;
- Прозорий та простий процес оформлення;
- Збільшення обсягів продажів агропостачальників до 30%.[3]

## Плани на майбутнє
Компанія Activitis планує вийти на міжнародні ринки та здійснювати 100 000 угод щорічно в Україні.